# Тамминен, Ноора
Но́ора Та́мминен (фин. Noora Tamminen; род. 30 октября 1990, Тампере, Финляндия) — финская профессиональная гольфистка; член сборной Финляндии на летних Олимпийских играх 2016 года.
В 2012 году на Espirito Santo Trophy в командном зачёте завоевала бронзу.